# Пам'ятки Херсона
За даними управління культури обласної державної адміністрації до реєстру пам'яток історії та культури Херсонської області станом на 01.06.2005 занесено 167 об'єктів Херсону. Крім того на території міста знаходить пам'ятки архітектури, що не потрапили до цього реєстру.

## Пам'ятки архітектури
| №                      | охоронний номер | назва                                                   | адреса                                            | датування       | автори                                | рішення                        |
| ---------------------- | --------------- | ------------------------------------------------------- | ------------------------------------------------- | --------------- | ------------------------------------- | ------------------------------ |
| національного значення |                 |                                                         |                                                   |                 |                                       |                                |
| 1                      |                 | Складська споруда (мур.)                                | вул. Богородицька, 27                             | к. 18 ст.       |                                       |                                |
| 2                      | 1625/0          | Бібліотека (мур.)                                       | вул. Торгова, 24                                  | 1897 р.         |                                       |                                |
| 3                      | 723/0           | Святодухівський собор із дзвіницею (мур.)               | вул. Преображенська, 36                           | 1804 — 1836 рр. |                                       |                                |
| 4                      | 1624/0          | Миколаївська церква (мур.)                              | вул. Мостова, 31                                  | 1819 р.         |                                       |                                |
| 5                      | 1620/0          | Житловий будинок (мур.)                                 | вул. Старообрядницька, 14                         | п. 19 ст.       |                                       |                                |
| 6                      |                 | Житловий будинок (мур.)                                 | вул. Старообрядницька, 23                         | сер. 19 ст.     |                                       |                                |
| 7                      | 1622/0          | Житловий будинок (дім віце-адмірала Сенявіна) (мур.)    | вул. Старообрядницька, 36                         | к. 18 ст.       |                                       |                                |
| 8                      |                 | Арсенал (мур.)                                          | вул. Перекопська, 10                              | 1784 р.         |                                       |                                |
| 9                      |                 | Очаківська південна брама фортеці (мур.)                | Південно-західний кут парку «Херсонська фортеця», | к. 18 ст.       |                                       |                                |
| 10                     |                 | Московська (Петербурзька) північна брама фортеці (мур.) | Північно-східний кут парку «Херсонська фортеця»,  | к. 18 ст.       |                                       |                                |
| 11                     | 720/1           | Катерининський собор (мур.)                             | вул. Перекопська, 13                              | 1782 — 1787 рр. |                                       |                                |
| 12                     | 720/2           | Дзвіниця Катеринин-ського собору (мур.)                 | вул. Перекопська, 13                              | 1806 р.         |                                       |                                |
| 13                     | 1623/0          | Резиденція губернатора (мур.)                           | вул. Перекопська, 4/14                            | 1905 р.         |                                       |                                |
| 14                     | 1626/0          | Житловий будинок (мур.)                                 | вул. Богородицька, 1                              | 1820 р.         |                                       |                                |
| 15                     | 722/0           | Греко-Софіївська церква (мур.)                          | вул. Богородицька, 13                             | 1780 о          |                                       |                                |
| 16                     | 1628/0          | Лікарня (мур.)                                          | пр. Ушакова, 67                                   | 1840 р.         |                                       |                                |
| 17                     |                 | фортеця                                                 | парк «Херсонська фортеця»                         | 1778 р.         | Невідомі будівельники                 | Ріш. від 21.01.83 № 59/2       |
| місцевого значення     |                 |                                                         |                                                   |                 |                                       |                                |
| 18                     | 12306           | Будинок з атлантами (Садиба Куликовських)               | вул. Суворова, 8.                                 |                 |                                       |                                |
| 19                     | 2001            | Спаський собор та дзвіниця                              | вул. Перекопська, 13                              | 1786, 1806      | Арх. І. Є. Старов, ск. Г. Т. Замараєв | Росп. ОДА № 244 від 03.03.2000 |
| 20                     | 12221           | Будинок купця Медведєва                                 | вул. Михайлівська, 6 / пер. Сестер Гозадінових.   | 1900            |                                       |                                |

## Пам'ятки монументального мистецтва
| №                                                              | охоронний номер | назва                                                                | адреса                    | датування   | автори                                                          | рішення                        |
| -------------------------------------------------------------- | --------------- | -------------------------------------------------------------------- | ------------------------- | ----------- | --------------------------------------------------------------- | ------------------------------ |
| мають також статус пам'яток архітектури національного значення |                 |                                                                      |                           |             |                                                                 |                                |
| 22                                                             | 95              | Пам'ятник Ф. Ф. Ушакову                                              | пр. Ушакова               | 1957 р.     | Ск. Н.Кравченко, П.Кравченко, А. Є. Чубін                       | Ріш. від 21.01.83 № 59/2       |
| 23                                                             | 1629/0          | Пам'ятник Джону Говарду                                              | пр. Ушакова               | XVIII ст.   | Арх. — В. П. Стасов.                                            | Ріш. від 21.01.83 № 59/2       |
| інші, місцевого значення                                       |                 |                                                                      |                           |             |                                                                 |                                |
| 21                                                             | 92              | Пам'ятник Леніну В. І.                                               | пл. Свободи               | 1965 р.     | Ск. Л.Родіонов, Ю.Лоховинін, арх. Є.Полторацкій, Є.Александров, | Ріш. від 21.01.83 № 59/2       |
| 24                                                             | 93              | Пам'ятник Цюрупі А. Д.                                               | вул. Стрітенська, 23      | 1967 р.     |                                                                 | Ріш. від 21.01.83 № 59/2       |
| 25                                                             | 94              | Пам'ятник Суворову О. В.                                             | вул. Суворова             | 1950 р.     | Ск. Н.Рукавиш-ников                                             | Ріш. від 21.01.83 № 59/2       |
| 26                                                             | 96              | Пам'ятник першим комсомольцям                                        | парк «Херсонська фортеця» | 1959 р.     | Ск. П.Кравченко, арх. Ю.Моісеєв, Л.Кузьменко Ю. П. Тарасов      | Ріш. від 21.01.83 № 59/2       |
| 27                                                             | 97              | Пам'ятник Герою Радянського Союзу І.Кулику                           | парк «Херсонська фортеця» | 1966 р.     | Ск. М.Писанко, арх. Ю.Васильченко                               | Ріш. від 21.01.83 № 59/2       |
| 28                                                             | 99              | Пам'ятник Шевченку Т. Г.                                             | пр. Текстильників         | 1971 р.     | Ск. — І.Білокур, арх. — Ю.Тарасов                               | Ріш. від 21.01.83 № 59/2       |
| 29                                                             | 101             | Пам'ятник С.Орджонікідзе                                             | вул. Нафтовиків           | 1980.       | Ск Ю.Шапко, І.Шапко. арх. Н.Шевчук                              | Ріш. від 21.01.83 № 59/2       |
| 30                                                             | 108             | Обеліск на могилі А.Банової                                          | вул. Молодіжна, 1         | XVIII ст.   |                                                                 | Росп. ОДА № 244 від 03.03.2000 |
| 31                                                             | 114             | Пам'ятник Маяковському В. В.                                         | вул. Стрітенська, 17      | 1962 р.     | Ск. — І. Г.шапко                                                | Ріш. від 21.01.83 № 59/2       |
| 32                                                             | 116             | Пам'ятник Карбишеву Д. М.                                            | вул. Полтавська, 98       | 1968 р.     | Ск — І. Г. Шапко                                                | Ріш. від 21.01.83 № 59/2       |
| 33                                                             | 119             | Декоративна чаша                                                     | вул. Молодіжна, 1         | Виявл. 1991 |                                                                 | Росп. ОДА № 244 від 03.03.2000 |
| 34                                                             | 204             | Пам'ятник Герою Радянського Союзу Суботі М. М.                       | парк «Херсонська фортеця» | 1978 р.     | Ск. В. Шкуропат, арх. Ю.Тарасов                                 | Ріш. від 21.01.83 № 59/2       |
| 35                                                             | 455             | Меморіальна дошка на честь Кушнаренко К. К.                          | пр. Ушакова, 20           | 1995        | Ск. О. П. Скоб-ліков, арх. В. М. Громихін                       | Росп. ОДА № 244 від 03.03.2000 |
| 36                                                             | 535             | Пам'ятник на честь воїнів-інтернаціоналістів «Скорботна мати»        | парк Слави                | 1999        | Ск. С.Астаулов, арх. В.Шевелюк                                  | Росп. ОДА № 244 від 03.03.2000 |
| 37                                                             | 1005            | Пам'ятник Герою Радянського Союзу З.Космодем'янській                 | вул. Старостіна, 19       | 1973 р.     | Ск — В.Потребенко арх.- Н.Шевчук                                | Ріш. від 21.01.83 № 59/2       |
| 38                                                             | 1686            | Пам'ятник Дзержинському Ф. Е.                                        | вул. Лютеранська          | 1976 р.     | Ск. В.Потребенко арх. І.Бурда, Ю.Тарасов                        | Ріш. від 21.01.83 № 59/2       |
| 39                                                             | 1889            | Монумент на честь 50-річчя Перемоги над фашистською Німеччиною у ВВв | пл. Перемоги              | 1995        | Ск. І.Білокур та В.Потребенко арх. М.Костюченко                 | Росп. ОДА № 244 від 03.03.2000 |
| 40                                                             | 1917            | Меморіальна дошка на будинку, де жив Г. В. Курнаков                  | пр. Ушакова, 26           | 1987        | Ск. В. Шкуропат                                                 | Росп. ОДА № 244 від 03.03.2000 |

## Кургани
| №  | охоронний номер | назва                 | адреса              | датування                       | автори                          | рішення                        |
| -- | --------------- | --------------------- | ------------------- | ------------------------------- | ------------------------------- | ------------------------------ |
| 41 | 1404            | Курган                | c-ще Наддніпрянське | ІІІ тис. до н. е.-ІІ тис. н. е. | Оленковський М. П.              |                                |
| 42 | 2006            | Кургани               | м. Херсон           | ІІІ тис. до н. е.-ІІ тис.н. е.- | Оленковський М. П.              | Росп. ОДА № 244 від 03.03.2000 |
| 43 | 1408            | Кургани               | с. Приозерне        | ІІІ тис. до н. е.-ІІ тис. н. е. | Оленковський М. П.              |                                |
| 44 | 1409            | Кургани               | с. Степанівка       | ІІІ тис. до н. е.-ІІ тис. н. е. | Оленковський М. П.              |                                |
| 45 | 1406            | Кургани               | с. Богданівка       | ІІІ тис. до н. е.-ІІ тис. н. е. | Оленковський М. П.              | Ріш. від 21.01.83 № 59/2       |
| 46 | 1403            | Кургани               | с. Петрівка         | ІІІ тис. до н. е.-ІІ тис. н. е. | О. Б. Шкроб, Оленковський М. П. | Росп. ОДА № 244 від 03.03.2000 |
| 47 | 1403            | Кургани               | смт Зеленівка       | ІІІ тис. до н. е.-ІІ тис.н. е.  | Оленковський М. П.              | Росп. ОДА № 244 від 03.03.2000 |
| 48 | 1405            | Кургани               | смт Антонівка       | ІІІ тис. до н. е.-ІІ тис.н. е.  | Оленковський М. П., Шкроб О. Б. | Ріш. від 21.01.83 № 59/2       |
| 49 | 1597            | Поселення Антонівка 2 | смт Антонівка       | IV ст. до н. е.                 | Оленковський М. П.              | Росп. ОДА № 244 від 03.03.2000 |
| 50 | 1402            | Кургани               | смт Камишани        | ІІІ тис. до н. е.-ІІ тис. н. е. | Оленковський М. П., Шкроб О. Б. | Ріш. від 21.01.83 № 59/2       |
| 51 | 1402            | Курган                | с-ще Геологів       | ІІІ тис. до н. е.-ІІ тис. н. е. | Оленковський М. П.              |                                |

## Пам'ятки історії
Усі — місцевого значення
| №   | охоронний номер | назва | адреса                                          | датування                       | автори                                                                | рішення                        |
| --- | --------------- | --- | ----------------------------------------------- | ------------------------------- | --------------------------------------------------------------------- | ------------------------------ |
| 52  | 31              | Братська могила керівників партизанського загону Є. Є. Гирського, А. К. Ладичука та партизана Блинова П. Х.                                               | вул. Молодіжна, 1 кладовище                     | 1950 р.                         | Херсонські художні — виробничі майстерні                              | Ріш. від 21.01.83 № 59/2       |
| 53  | 41              | Пам¢ятний камінь на честь визволення Херсона від німецько-фашистських загарбників у 1944 р.                                                               | вул. Перекопська                                | 1965 р.                         | Херсонські художньо-виробничі майстерні                               | Ріш. від 21.01.83 № 59/2       |
| 54  | 34              | Братське кладовище воїнам Радянської армії | вул. Сухарна, кладовище                         | 1965 р.                         | Херсонські художні — виробничі майстерні                              | Ріш. від 21.01.83 № 59/2       |
| 55  | 408             | Пам'ятний знак на честь 295 стрілецької дивізії | вул. 295 стрілецької дивізії                    | 13 березня 1983 р.              | Ск. Яроцький В.П ., арх. Костюченко Н. М.                             | Ріш. Від 17.02.84 № 108/4      |
| 56  | 1003            | Меморіальна дошка на честь командира партизанського загону Є. Є. Гірського                                                                                | вул. Гірського, електромашзавод                 | 1977 р.                         | Ск. І. Г. Шапко                                                       | Ріш. від 21.01.83 № 59/2       |
| 57  | 1001            | Училище, в якому займались Герої Радянського Союзу Л. Л. Вінер й І. М. Бережний                                                                           | вул. Гоголя, 14                                 | 1972 р.                         | Херсонські художньо-виробничі майстерні                               | Ріш. від 21.01.83 № 59/2       |
| 58  | 999             | Меморіальна дошка на честь керівника підпільної організації «Центр» Ф. А. Комкова                                                                         | вул. Комкова, 76-а                              | 1966 р.                         | Ск. І. Т. Білокур                                                     | Ріш. від 21.01.83 № 59/2       |
| 59  | 48              | Будинок, в якому партизани знищили 12 гітлерівських офіцерів                                                                                              | вул. Соборна, 26                                | 1967 р.                         | Херсонські художньо-виробничі майстерні                               | Ріш. від 21.01.83 № 59/2       |
| 60  | 88              | Школа, випускники якої загинули на фронтах ВОв | вул. Маяковського,1                             | 1967 р.                         | Херсонські художньо-виробничі майстерні                               | Ріш. від 21.01.83 № 59/2       |
| 61  | 2032            | Школа, в якій навчалася підпільниця Лілія Біла | вул. Гетьмана Сагайдачного, 20                  | 1987                            |                                                                       | Росп. ОДА № 244 від 03.03.2000 |
| 62  | 7               | Могила генерал-майора П. Н. Значенка | вул. Молодіжна, 1 кладовище                     | 1965 р.                         | Херсонські художні — виробничі майстерні                              | Ріш. від 21.01.83 № 59/2       |
| 63  | 8               | Могила Героя Радянського Союзу А. П. Садового | вул. Молодіжна, 1 кладовище                     | 1963 р.                         | Місцеві будівельники                                                  | Ріш. від 21.01.83 № 59/2       |
| 64  | 6               | Могила Героя Радянського Союзу М. М. Суботи | вул. Молодіжна, 1 кладовище                     | 1959 р.                         | Херсонські художні — виробничі майстерні                              | Ріш. від 21.01.83 № 59/2       |
| 65  | 20              | Могила Героя Радянського Союзу С. Т. Приходько | вул. Молодіжна, 1 кладовище                     | 1969 р.                         | Херсонські художні — виробничі майстерні                              | Ріш. від 21.01.83 № 59/2       |
| 66  | 111             | Могила підпільників О. О. Запорож-чука та А. Г. Запо-рожчука.                                                                                             | вул. Молодіжна, 1 кладовище                     | 1951 р.                         | Місцеві будівельники                                                  | Ріш. від 21.01.83 № 59/2       |
| 67  | 32              | Військова дільниця | вул. Молодіжна, 1 кладовище                     | 1950 р.                         | Херсонські художні — виробничі майстерні                              | Ріш. від 21.01.83 № 59/2       |
| 68  | 33              | Військова дільниця могил Радянських воїнів | вул. Молодіжна, 1 кладовище                     | 1951 р.                         | Херсонські художні — виробничі майстерні                              | Ріш. від 21.01.83 № 59/2       |
| 69  | 61              | Школа, де навчався Герой Радянського Союзу І.Кулик | вул. Молодіжна, 33                              | 1965 р.                         | Херсонські художньо-виробничі майстерні                               | Ріш. від 21.01.83 № 59/2       |
| 70  | 83              | Меморіальна дошка на честь загиблих студентів та викладачів педінституту ім. Крупської                                                                    | вул. Перекопська, 3                             | 1967 р.                         | Херсонські художні — виробничі майстерні                              | Ріш. від 21.01.83 № 59/2       |
| 71  | 1918            | Меморіальна дошка на місці розстрілу радянських військовополонених                                                                                        | вул. Купецька, 3                                | 1969                            |                                                                       | Росп. ОДА № 244 від 03.03.2000 |
| 72  | 37              | Місце страти херсонських підпільників | вул. Суворова, 29                               | 1965 р.                         | Херсонські художньо-виробничі майстерні                               | Ріш. від 21.01.83 № 59/2       |
| 73  | 42              | Пам¢ятник на честь працівників заводу, загиблих в роки війни                                                                                              | вул. Тираспольська, 1, завод ім. Петровського   | 1967 р.                         | Ск. — І.Білокур, В.Потребенко В. Шкуропат, арх. — Ю.Васильченко       | Ріш. від 21.01.83 № 59/2       |
| 74  | 36              | Пам¢ятний камінь на місці загибелі 1276 радянських громадян — жертв фашизму                                                                               | вул. Гімназична                                 | 1966 р.                         | Херсонські художньо-виробничі майстерні                               | Ріш. від 21.01.83 № 59/2       |
| 75  | 43              | Пам¢ятник на честь воїнів-земляків, загиблих в роки війни                                                                                                 | Карантинний острів, вул. Дорофеєва              | 1977 р.                         | Ск. — В. П. Яроць-кий, арх. — Н. М. Костенко                          | Ріш. від 21.01.83 № 59/2       |
| 76  | 530             | Могила Героя Радянського Союзу Плохотника О. М. | Комишанське кладовище                           | 1982 р.                         | Комбінат комунальних підприємств                                      | Ріш. від 1.03.85 № 106/5       |
| 77  | 105             | Могила Героя Радянського Союзу В. А. Назаренка | Комишанське кладовище                           | 1972 р.                         | Херсонські художні — виробничі майстерні                              | Ріш. від 21.01.83 № 59/2       |
| 78  | 271             | Могила Героя Радянського Союзу В. В. Заваліна | Комишанське кладовище                           | 1979                            | Місцеві будівельники                                                  | Ріш. від 21.01.83 № 59/2       |
| 79  | 21              | Могила Героя Радянського Союзу Г. Д. Поповича | Комишанське кладовище                           | 1967 р.                         | Херсонські художні — виробничі майстерні                              | Ріш. від 21.01.83 № 59/2       |
| 80  | 112             | Могила Героя Радянського Союзу І. К. Собка | Комишанське кладовище                           | 1979 р.                         | Комбінат комунальних підприємств                                      | Ріш. від 21.01.83 № 59/2       |
| 81  | 79              | Могила професора Г. О. Кодинця | Комишанське кладовище                           | 1970 р.                         | Херсонське РСУ — 12                                                   | Ріш. від 21.01.83 № 59/2       |
| 82  | 259             | Могила воїна-інтернаціоналіста Л. Т. Ковальова | Комишанське кладовище                           | 1982                            |                                                                       | Росп. ОДА № 244 від 03.03.2000 |
| 83  | 22              | Дві братські могили Радянських громадян — жертв фашизму                                                                                                   | Комишанське кладовище                           | 1966 р.                         | Херсонські художні — виробничі майстерні                              | Ріш. від 21.01.83 № 59/2       |
| 84  | 9               | Могила Невідомого солдата | парк Слави                                      | 1967 р.                         | Херсонські художні — виробничі майстерні                              | Ріш. від 21.01.83 № 59/2       |
| 85  | 10              | Пам¢ятник «Танк Т-34». | парк Слави                                      | 1969 р.                         | Арх. Ю. О. Василь-ченко, Ю. П. Тарасов                                | Ріш. від 21.01.83 № 59/2       |
| 86  | 1154            | Пам¢ятник «Пушка-ветеран» | пл.13 Березня                                   | 1975 р.                         | Херсонські художньо-виробничі майстерні                               | Ріш. від 21.01.83 № 59/2       |
| 87  | 404             | Пам¢ятний знак на честь моряків Дунайської флотилії | Придніпровський спуск, 1                        | 1980 р.                         | Арх. Ю. П. Тарасов, А. С. Семенчук                                    | Ріш. від 21.01.83 № 59/2       |
| 88  | 2049            | Пам¢ятник на честь працівників ПТС, загиблих на фронтах війни                                                                                             | район ТЕЦ                                       | 1970 р.                         | Херсонські художні — виробничі майстерні                              | Ріш. від 21.01.83 № 59/2       |
| 89  | 1954            | Пам'ятник на честь воїнів-односельчан | с. Богданівка                                   | 9 травня 1983 р.                | Херсонські художньо-виробничі майстерні                               | Ріш. Від 17.02.84 № 108/4      |
| 90  | 1957            | Могила невідомого воїна Радянської армії | с. Богданівка, кладовище                        | 1955 р.                         | Місцеві будівельники                                                  | Ріш. від 21.01.83 № 59/2       |
| 91  | 940             | Могила невідомого Радянського військовополоненого | с. Петрівка, кладовище                          | 1942, 1977 р.                   | Місцеві будівельники                                                  | Ріш. від 21.01.83 № 59/2       |
| 92  | 1160            | Братська могила воїнів Радянської армії | смт Зеленівка                                   | 1955 р.                         | Місцеві будівельники                                                  | Ріш. від 21.01.83 № 59/2       |
| 93  | 1153            | Братська могила жертв фашизму | смт Зеленівка                                   | 1962 р.                         | Місцеві будівельники                                                  | Ріш. від 21.01.83 № 59/2       |
| 94  | 29              | Братська могила воїнів Радянської армії | смт Зеленівка, (колищнє с. Рожновка), кладовище | 1960 р.                         | Місцеві будівельники                                                  | Ріш. від 21.01.83 № 59/2       |
| 95  | 27              | Братська могила воїнів Радянської армії | смт Зеленівка, вул. 8 Березня, кладовище        | 1955 р.                         | Місцеві будівельники                                                  | Ріш. від 21.01.83 № 59/2       |
| 96  | 28              | Братська могила воїнів Радянської армії | смт Зеленівка, вул. Хмельницького               | 1955 р.                         | Місцеві будівельники                                                  | Ріш. від 21.01.83 № 59/2       |
| 97  | 38              | Пам¢ятник на місці форсування Дніпра Радянськими військами                                                                                                | смт Антонівка, берег Дніпра                     | 1969 р.                         | Херсонські художньо-виробничі майстерні                               | Ріш. від 21.01.83 № 59/2       |
| 98  | 941             | Братська могила жертв фашизму | смт Антонівка, кладовище                        | 1948 р.                         | Місцеві будівельники                                                  | Ріш. від 21.01.83 № 59/2       |
| 99  | 1582            | Група могил воїнів Радянської армії | смт Антонівка, кладовище                        | 1956 р.                         | Місцеві будівельники                                                  | Ріш. від 21.01.83 № 59/2       |
| 100 | 30              | Братська могила воїнів Радянської армії | смт Антонівка, центр                            | 1968 р.                         | Херсонські художньо-виробничі майстерні                               | Ріш. від 21.01.83 № 59/2       |
| 101 | 26              | Братська могила воїнів Радянської армії | смт Комишани, центр                             | 1961 р.                         | Херсонські художньо-виробничі майстерні                               | Ріш. від 21.01.83 № 59/2       |
| 102 | 35              | Братська могила воїнам Радянської армії | с-ще Геологів, Машинобудівна станція            | 1965 р.                         | Херсонські художні — виробничі майстерні                              | Ріш. від 21.01.83 № 59/2       |
| 103 | 44              | Будинок, в якому формувались загони червоноармійців в роки громадянської війни                                                                            | вул. Перекопська, 12                            | 1918-1919 рр.                   | Херсонські художньо-виробничі майстерні                               | Ріш. від 21.01.83 № 59/2       |
| 104 | 6               | Пам¢ятний знак «Автомашина ЗІС-5» | вул. Перекопська, 169                           | 1977 р.                         |                                                                       | Ріш. від 21.01.83 № 59/2       |
| 105 | 60              | Будинок, в якому мешкав М. Ф. Чернявський та зупинявся М. М. Коцюбинський                                                                                 | вул. Перекопська, 18                            | 1903-1937 рр.                   | Херсонські художньо-виробничі майстерні                               | Ріш. від 21.01.83 № 59/2       |
| 106 | 50              | Будинок, в якому проходив мітинг більшовиків у 1905 році                                                                                                  | вул. Перекопська, 9                             | 1905 р.                         | Херсонські художньо-виробничі майстерні                               | Ріш. від 21.01.83 № 59/2       |
| 107 | 51              | Будинок, в якому знаходилась перша рада робочих та солдатських депутатів                                                                                  | вул. Петра Калнишевського, 2                    | 1917 р.                         | Херсонські художньо-виробничі майстерні                               | Ріш. від 21.01.83 № 59/2       |
| 108 | 52              | Будинок, в якому мешкав Коста Хетагуров | вул. Пилипа Орлика, 19                          | 1900 р.                         | Херсонські художньо-виробничі майстерні                               | Ріш. від 21.01.83 № 59/2       |
| 109 | 54              | Будинок, в якому народився та мешкав письменник Б.Лавреньов                                                                                               | вул. Театральна, 1                              | 1891 р.                         | Херсонські художньо-виробничі майстерні                               | Ріш. від 21.01.83 № 59/2       |
| 110 | 11              | Будинок, де у 1902 році була перша в Україні радіостанція                                                                                                 | вул. Театральна, 19                             | 1902 р.                         | Херсонські художньо-виробничі майстерні                               | Ріш. від 21.01.83 № 59/2       |
| 111 | 13              | Будинок музею, у якому працював вчений-біолог Й. К. Пачоський                                                                                             | вул. Театральна, 5                              | Кін. ХІХ — поч. XX ст.          |                                                                       | Ріш. від 21.01.83 № 59/2       |
| 112 | 453             | Будинок, в якому жив художник О. О. Шовкуненко | вул. Преображенська, 5                          | 1917-1922                       |                                                                       | Росп. ОДА № 244 від 03.03.2000 |
| 113 | 1683            | Будинок колишньої повітової земської управи | вул. Преображенська,20                          | 1865 −1917 рр.                  |                                                                       | Росп. ОДА № 244 від 03.03.2000 |
| 114 | 14              | Будинок — колишня гімназія, в якій навчались Є. В. Тарле і Б. О. Лавреньов.                                                                               | вул. Віктора Гошкевича, 2                       | 1901 −1909 рр.                  | Херсонські художньо-виробничі майстерні                               | Ріш. від 21.01.83 № 59/2       |
| 115 | 1919            | Будівлі колишньої лікарні Тропіних | вул. Комарова, 2                                | Поч. XX ст.                     |                                                                       | Росп. ОДА № 244 від 03.03.2000 |
| 116 | 1099            | Будинок, в якому знаходився штаб бойової дільниці по боротьбі з денікінцями                                                                               | вул. Старообрядницька, 13                       | 1918-1920 рр.                   |                                                                       | Росп. ОДА № 244 від 03.03.2000 |
| 117 | 1261            | Будинок, в якому жив художник Ю. Г. Феглер | вул. Старообрядницька, 24                       | Поч. XX ст.                     |                                                                       | Росп. ОДА № 244 від 03.03.2000 |
| 118 | 36              | Будинок управління Херсонського морського порту | вул. Портова, 1                                 | Кінець ХІХ — поч. ХХ            | Арх. — А. І. Сварик                                                   | Росп. ОДА № 244 від 03.03.2000 |
| 119 | 29              | Будинок колишньої Херсонської міської Думи | вул. Соборна, 34                                | Кінець ХІХ — поч. ХХ            | Арх. — А. І. Сварик                                                   | Росп. ОДА № 244 від 03.03.2000 |
| 120 | 524             | Будинок, де розміщувалась школа О. Г. Гозадінової | вул. Соборна, 55                                | Поч. XX ст.                     |                                                                       | Росп. ОДА № 244 від 03.03.2000 |
| 121 | 77              | Будинок колишнього окружного суду | вул. Соборна, 9                                 | Кінець ХІХ — поч. ХХ            | Арх. — В. А. Домбровський                                             | Росп. ОДА № 244 від 03.03.2000 |
| 122 | 409             | Виробничі та господарчі споруди чавуноливарного заводу Вадонів                                                                                            | вул. Ливарна, 18                                | Серед. XIX ст.                  |                                                                       | Росп. ОДА № 244 від 03.03.2000 |
| 123 | 1727            | Будинок, в якому проживав Сенявін М. Д. | вул. Гетьмана Сагайдачного, 7                   | 1800 — 1803 рр.                 |                                                                       |                                |
| 124 | 102             | Могила І. А. Тропіна | вул. Молодіжна, 1                               | 1876 — 1923 рр.                 |                                                                       | Росп. ОДА № 244 від 03.03.2000 |
| 125 | 103             | Могила Г. Л. Скадовського | вул. Молодіжна, 1                               | 1919 р.                         |                                                                       | Росп. ОДА № 244 від 03.03.2000 |
| 126 | 314             | Херсонське меморіальне кладовище | вул. Молодіжна, 1                               | XVIII ст. — 70 рр. XX ст.       |                                                                       | Росп. ОДА № 244 від 03.03.2000 |
| 127 | 100             | Могили М. Г. Гозадінової та С. Г. Гозадінової | вул. Молодіжна, 1                               | XIX ст.                         |                                                                       | Росп. ОДА № 244 від 03.03.2000 |
| 128 | 317             | Могила П. І. Гусакова | вул. Молодіжна, 1                               | 1908 р.                         |                                                                       | Росп. ОДА № 244 від 03.03.2000 |
| 129 | 76              | Могила вченого нумізмата М.Бурачкова | вул. Молодіжна, 1 кладовище                     | 1894 р.                         | Невідомі будівельники                                                 | Ріш. від 21.01.83 № 59/2       |
| 130 | 75              | Могила засновника херсонського археологічного музею В. І. Гошкевича                                                                                       | вул. Молодіжна, 1 кладовище                     | 1928 р.                         | Невідомі будівельники                                                 | Ріш. від 21.01.83 № 59/2       |
| 131 | 64              | Могила організатора молодіжного революційного руху Г. П. Полякова                                                                                         | вул. Молодіжна, 1 кладовище                     | 1918 −1920 рр.                  | Місцеві будівельники                                                  | Ріш. від 21.01.83 № 59/2       |
| 132 | 5               | Група могил радянських та партійних працівників і жертв фашизму, загиблих у роки Громадянської та Великої Вітчизняної воїн                                | вул. Молодіжна, 1 кладовище                     | 1919 р., 1921 р., 1941–1944 рр. | Місцеві будівельники                                                  | Ріш. від 21.01.83 № 59/2       |
| 133 | 68              | Могила бригадира І. П. Горича-Большого | вул. Перекопська, 13                            | 1787-1791 рр.                   | Невідомі будівельники                                                 | Ріш. від 21.01.83 № 59/2       |
| 134 | 65              | Могила генерал-аншефа Меллер-Закомельського І. І. | вул. Перекопська, 13                            | 1787-1791 рр.                   | Невідомі будівельники                                                 | Ріш. від 21.01.83 № 59/2       |
| 135 | 70              | Могила генерал-майора І. М. Синельникова | вул. Перекопська, 13                            | 1787-1791 рр.                   | Невідомі будівельники                                                 | Ріш. від 21.01.83 № 59/2       |
| 136 | 72              | Могила генерал-майора П. С. Максимовича | вул. Перекопська, 13                            | 1787-1791 рр.                   | Невідомі будівельники                                                 | Ріш. від 21.01.83 № 59/2       |
| 137 | 73              | Могила генерал-майора С. О. Волконського | вул. Перекопська, 13                            | 1787-1791 рр.                   | Невідомі будівельники                                                 | Ріш. від 21.01.83 № 59/2       |
| 138 | 74              | Могила генерал-поручика Вюртемберг-Штутгардського | вул. Перекопська, 13                            | 1787-1791 рр.                   | Невідомі будівельники                                                 | Ріш. від 21.01.83 № 59/2       |
| 139 | 19              | Могила Генерал-фельдмаршала, дипломата, генерал-губернатора Г. О. Потьомкіна                                                                              | вул. Перекопська, 13                            | 1787-1791 рр.                   | Невідомі будівельники                                                 | Ріш. від 21.01.83 № 59/2       |
| 140 | 66              | Могила Є.Россетте | вул. Перекопська, 13                            | 1787-1791 рр.                   | Невідомі будівельники                                                 | Ріш. від 21.01.83 № 59/2       |
| 141 | 67              | Могила інженер-полковника М. І. Корсакова | вул. Перекопська, 13                            | 1787-1791 рр.                   | Невідомі будівельники                                                 | Ріш. від 21.01.83 № 59/2       |
| 142 | 71              | Могила полковника війська Донського П. Д. Мартинова | вул. Перекопська, 13                            | 1787-1791 рр.                   | Невідомі будівельники                                                 | Ріш. від 21.01.83 № 59/2       |
| 143 | 69              | Могила полковника К. І. Меллер-Закомельського | вул. Перекопська, 13                            | 1787-1791 рр.                   | Невідомі будівельники                                                 | Ріш. від 21.01.83 № 59/2       |
| 144 | 1890            | Очаківська, Петербурзька брами та вали | вул. Перекопська, 13, вул. Небесної Сотні       | XVIII ст.                       | Архітектор Р.Козаков                                                  | Росп. ОДА № 244 від 03.03.2000 |
| 145 | 16              | Будинок — колишнє сільгоспучилище, в якому навчався А. Д. Цюрупа                                                                                          | вул. Полтавська, 98                             | 1887-1893 рр.                   |                                                                       | Ріш. від 21.01.83 № 59/2       |
| 146 | 1893            | Будинок колишньої офтальмологічної лікарні Є. Є. Діканської                                                                                               | вул. Ярослава Мудрого, 22                       | Кін. ХІХ — поч. ХХ              |                                                                       | Росп. ОДА № 244 від 03.03.2000 |
| 147 | 59              | Будинок, в якому у 1919 році розташувався штаб підпільного ревкому                                                                                        | вул. Качельна, 60                               | 1919-1920 рр.                   | Херсонські художньо-виробничі майстерні                               | Ріш. від 21.01.83 № 59/2       |
| 148 | 62              | Школа, де навчався Герой Радянського Союзу Л. Л. Вінер | вул. Суворова 6                                 | 1930-1937 рр.                   | Херсонські художньо-виробничі майстерні                               | Ріш. від 21.01.83 № 59/2       |
| 149 | 12              | Будинок, в якому знаходилась штаб-квартира А. В. Суворова                                                                                                 | вул. Суворова, 1                                | 1792-1794 рр.                   | Херсонські художньо-виробничі майстерні                               | Ріш. від 21.01.83 № 59/2       |
| 150 | 193             | Будинок колишнього банку Товариства взаємного кредитування                                                                                                | вул. Суворова, 37                               | Кін. ХІХ — поч. ХХ              | Арх. — А. І. Сварик                                                   | Росп. ОДА № 244 від 03.03.2000 |
| 151 | 532             | Меморіальна дошка на честь Маруша Заруського | вул. Суворова, 40                               | 1867-1941                       |                                                                       | Росп. ОДА № 244 від 03.03.2000 |
| 152 | 87              | Будинок, в якому розташовувався госпіталь в період Кримської війни                                                                                        | вул. Сухарна, 9                                 | Кін. ХІХ — поч. ХХ              |                                                                       | Росп. ОДА № 244 від 03.03.2000 |
| 153 | 405             | Пам'ятник жертвам тоталітарного режиму | вул. Тираспольська                              | 1992                            | Ск. Є. В. Бондаренко, арх. В. Громихін                                | Росп. ОДА № 244 від 03.03.2000 |
| 154 | 86              | Меморіальні дошки на честь І.Сорокина — першого голови Херсонської ради робочих депутатів та Б.Михайловича — голови «Спілки робочих підлітків» м. Херсона | вул. Тираспольська, 1, завод ім. Г.Петровського | 1917-1920 рр.                   | Херсонські художні — виробничі майстерні                              | Ріш. від 21.01.83 № 59/2       |
| 155 | 1983            | Меморіальна дошка на честь жертв фашизму | вул. Рішельєвська, 13                           | 1975 р.                         |                                                                       | Ріш. від 1.03.85 № 106/5       |
| 156 | 1125            | Пам¢ятник першим корабелам Чорноморського флоту | Жовтнева площа                                  | XVIII ст.                       | Ск. — В. Шкуропат, І.Білокур, В.Потребенко арх. — Ю.Тарасов, Г.Сикула | Ріш. від 21.01.83 № 59/2       |
| 157 | 189             | Могила воїна-інтернаціоналіста В. В. Дробота | Кіндійське кладовище                            | 1980                            |                                                                       | Росп. ОДА № 244 від 03.03.2000 |
| 158 | 187             | Могила воїна-інтернаціоналіста В. М. Померанського | Кіндійське кладовище                            | 1985                            |                                                                       | Росп. ОДА № 244 від 03.03.2000 |
| 159 | 264             | Могила воїна-інтернаціоналіста О. В. Олешкевича | Комишанське кладовище                           | 1984                            |                                                                       | Росп. ОДА № 244 від 03.03.2000 |
| 160 | 268             | Могила воїна-інтернаціоналіста С. О. Астіоненка | Комишанське кладовище                           | 1984                            |                                                                       | Росп. ОДА № 244 від 03.03.2000 |
| 161 | 265             | Могила воїна-інтернаціоналіста С. А. Мініна | Комишанське кладовище                           | 1982                            |                                                                       | Росп. ОДА № 244 від 03.03.2000 |
| 162 | 270             | Могила воїна-інтернаціоналіста С. Л. Смирнова | Комишанське кладовище                           | 1985                            |                                                                       | Росп. ОДА № 244 від 03.03.2000 |
| 163 | 258             | Могила воїна-інтернаціоналіста А. А. Друзякіна | Комишанське кладовище                           | 1990                            |                                                                       | Росп. ОДА № 244 від 03.03.2000 |
| 164 | 261             | Могила воїна-інтернаціоналіста Л. Т. Байборіна | Комишанське кладовище                           | 1981                            |                                                                       | Росп. ОДА № 244 від 03.03.2000 |
| 165 | 263             | Могила воїна-інтернаціоналіста О. М. Дубасова | Комишанське кладовище                           | 1981                            |                                                                       | Росп. ОДА № 244 від 03.03.2000 |
| 166 | 1415            | Могила воїна-інтернаціоналіста М. В. Худолея | Комишанське кладовище                           | 1982                            |                                                                       | Росп. ОДА № 244 від 03.03.2000 |
| 167 | 266             | Могила воїна-інтернаціоналіста А. В. Подоляка | Комишанське кладовище                           | 1980                            |                                                                       | Росп. ОДА № 244 від 03.03.2000 |
| 168 | 269             | Могила воїна-інтернаціоналіста В. В. Бараха | Комишанське кладовище                           | 1985                            |                                                                       | Росп. ОДА № 244 від 03.03.2000 |
| 169 | 267             | Могила воїна-інтернаціоналіста О. О. Литвинова | Комишанське кладовище                           | 1981                            |                                                                       | Росп. ОДА № 244 від 03.03.2000 |
| 170 | 286             | Могила воїна-інтернаціоналіста М. О. Сикалка | Комишанське кладовище                           | 1984                            |                                                                       | Росп. ОДА № 244 від 03.03.2000 |
| 171 | 1416            | Могила воїна-інтернаціоналіста І. Ю. Крамаренка | Комишанське кладовище                           | 1987                            |                                                                       | Росп. ОДА № 244 від 03.03.2000 |
| 172 | 526             | Могила Героя Соціалістичної праці В. Ф. Лисенка | Комишанське кладовище                           | 1981 р.                         |                                                                       | Ріш. від 21.01.83 № 59/2       |
| 173 | 1418            | Могила Героя Соціалістичної праці Г. І. Чебанова | Комишанське кладовище                           | 1982 р.                         | Комбінат комунальних підприємств                                      | Ріш. від 21.01.83 № 59/2       |
| 174 | 406             | Могила художника Г. В. Курнакова | Комишанське кладовище                           | 1887 −1977 рр.                  |                                                                       | Росп. ОДА № 244 від 03.03.2000 |
| 175 | 1414            | Могила воїна-інтернаціоналіста С. К. Ігнатенка | Комишанське кладовище                           | 1987                            |                                                                       | Росп. ОДА № 244 від 03.03.2000 |
| 176 | 2007            | Поселення Великий Потьомкінський острів (Олешшя) | м. Херсон                                       | ХІ — ХІІІ ст.                   | Бодянский О., Ратнер І. Д.                                            | Ріш. від 1.03.85 № 106/5       |
| 177 | 23              | Фортечний колодязь та місто першого поховання жертв фашизму                                                                                               | парк «Херсонська фортеця»                       | XVIII ст., 1941–1945 рр.        | Невідомі будівельники                                                 | Ріш. від 21.01.83 № 59/2       |
| 178 | 45              | Місце розгрому загону австро-німецьких загарбників | площа 13 березня                                | 1917 — 1980 рр.                 |                                                                       | Ріш. від 21.01.83 № 59/2       |
| 179 | 58              | Будинок, в якому у 1891 році зупинявся О. М. Горький | пр. Ушакова, 16                                 | 1891 р.                         |                                                                       | Ріш. від 21.01.83 № 59/2       |
| 180 | 190             | Будинок колишньої Херсонської губернської лікарні та Меморіальна дошка на честь заслуженого лікаря П. І. Юрженка                                          | пр. Ушакова, 67                                 | Кінець ХІХ — поч. ХХ, 1898–1975 | Арх. Каменецький                                                      | Росп. ОДА № 244 від 03.03.2000 |
| 181 | 18              | Будинок, в якому у 1922 році виступав М. І. Калінін | пров. Сестер Гозадінових, 25                    | 1922 р.                         | Херсонські художньо-виробничі майстерні                               | Ріш. від 21.01.83 № 59/2       |
| 182 | 1155            | Могила воїна-афганця В. В. Шар-городського | с. Сонячне, кладовище                           | 1981                            |                                                                       | Росп. ОДА № 244 від 03.03.2000 |
| 183 | 262             | Могила воїна-інтернаціоналіста С. М. Шишкіна | Комишанське кладовище                           | 1980                            |                                                                       | Росп. ОДА № 244 від 03.03.2000 |
| 184 | 26              | Могила К. К. Богачевича | вул. Перекопська, 13                            | 1908 р.                         | Невідомі будівельники                                                 | Росп. ОДА № 244 від 03.03.2000 |
| 185 | 47              | Будинок, в якому у 1919 році знаходився ревком, виконком Ради робочих депутатів, Херсонський комітет КП(б)У.                                              | вул. Потьомкінська, 20                          | 1919 р.                         | Херсонські художньо-виробничі майстерні                               | Ріш. від 21.01.83 № 59/2       |